# Федуриха
Феду́риха — деревня в составе Сакулинского сельского поселения Палехского района Ивановской области. 

## География
Деревня находится на юго-востоке Палехского района, в 13,8 км к востоку от Палеха, (33 км по автодорогам), на реке Ламешка.

## Население
| 1859 | 1905 | 2010 |
| ---- | ---- | ---- |
| 106  | ↘49  | ↘16  |